# Alberto Barachini
Alberto Barachini (Pisa, 21 agosto 1972) è un giornalista e politico italiano.
Senatore della Repubblica dal 23 marzo 2018 per Forza Italia, dove nella XVIII legislatura è stato presidente della Commissione parlamentare di Vigilanza Rai, dal 2 novembre 2022 è sottosegretario di Stato alla Presidenza del Consiglio dei ministri con delega all'informazione e all'editoria nel governo Meloni.

## Biografia
Figlio di Enrico Barachini, commercialista e dirigente di molteplici società italiane e internazionali, nasce il 21 agosto 1972 a Pisa, dove si è laureato in lettere moderne con 110 e lode alla facoltà di lettere e filosofia dell'Università di Pisa, per poi trasferirsi e vivere a Milano.
Ha cominciato la carriera giornalistica giovanissimo nel 1994, come cronista al quotidiano toscano Il Tirreno.
Nel 1999 inizia a lavorare per il gruppo Mediaset, iniziando accanto a Emilio Fede al TG4, proseguendo poi come caposervizio e conduttore del TG4, occupandosi di politica, cronaca italiana e internazionale (Iraq, Albania, Stati Uniti d'America, Tunisia, Bulgaria, Islanda, Germania, Spagna). In seguito, dopo aver guidato la cronaca nazionale e regionale per la testata NewsMediaset, è diventato caporedattore centrale del canale all-news di Mediaset Tgcom24, per il quale ha coordinato le attività e il palinsesto giornalistico, ha condotto gli approfondimenti mattutini e pomeridiani della rete televisiva e la trasmissione quotidiana “Checkpoint”, intervistando i protagonisti del mondo politico, economico e culturale italiano.
Negli ultimi anni ha tenuto lezioni di giornalismo televisivo nei corsi di laurea e master in comunicazione di diverse università, quali IULM, LUMSA, Università Cattolica del Sacro Cuore di Milano e NABA.

## Attività politica
Alle elezioni politiche del 2018 viene candidato al Senato della Repubblica, tra le liste di Forza Italia nel collegio plurinominale Lombardia - 02, risultando eletto senatore. Nella XVIII legislatura della Repubblica è stato membro della 8ª Commissione Lavori pubblici, comunicazioni e presidente della Commissione parlamentare di Vigilanza Rai, eletto il 18 luglio 2018 alla terza votazione e rimasto in carica per tutta la sua durata.
All'interno di Forza Italia ricopre l'incarico di responsabile del settore nazionale della comunicazione e dell'immagine.
Alle elezioni politiche anticipate del 2022 viene ricandidato al Senato, tra le liste di Forza Italia nei collegi plurinominali Lombardia - 01 in seconda posizione e Lombardia - 02 in terza posizione, venendo in quest'ultimo rieletto a Palazzo Madama. Nella XIX legislatura è tesoriere del gruppo parlamentare di Forza Italia "Forza Italia-Berlusconi Presidente-PPE" al Senato, oltre a far parte della 7ª Commissione Istruzione pubblica, beni culturali, venendo sostituito per l'incarico di governo che occupa da Roberto Rosso.
Con la vittoria della coalizione di centro-destra alle politiche del 2022 e la seguente nascita del governo presieduto da Giorgia Meloni, il 31 ottobre 2022 viene indicato dal Consiglio dei Ministri come sottosegretario di Stato alla Presidenza del Consiglio dei ministri con delega all'informazione e all'editoria nel governo Meloni, entrando in carica dal 2 novembre. Diversi retroscena raccontano che Silvio Berlusconi si sia imposto alla Meloni nella nomina di Barachini in quest'incarico.

## Premi e riconoscimenti
Nel 2002 ha vinto il premio giornalistico "Indro Montanelli" con un reportage sull’Albania del post-Berisha.